# Gołymin-Ośrodek (gmina)
Gołymin-Ośrodek (daw. gmina Gołymin) – gmina wiejska w województwie mazowieckim, w powiecie ciechanowskim. W latach 1975–1998 gmina położona była w województwie ciechanowskim.
Siedziba gminy to Gołymin-Ośrodek.
Na koniec 2022 roku gminę zamieszkiwało 3 543 osoby.

## Struktura powierzchni
Według danych z roku 2002 gmina Gołymin-Ośrodek ma obszar 110,55 km², w tym:
- użytki rolne: 91%
- użytki leśne: 3%

Gmina stanowi 10,4% powierzchni powiatu.

## Zabytki
Do wojewódzkiego rejestru zabytków wpisane są:
- kościół gotycki z pierwszej połowy XV wieku

- dzwonnica drewniana z XIX wieku
- dwór oraz otaczający go park krajobrazowy z połowy XIX wieku we wsi Morawka
- dwór drewniany oraz park krajobrazowy z XIX wieku w Osieku Aleksandrowo
- dwór drewniany z drugiej połowy XVIII wieku
- park w miejscowości Pajewo Wielkie

## Demografia
Dane z 2022 roku.
Gmina Gołymin-Ośrodek ma 3 543 mieszkańców, z czego 49,7% stanowią kobiety, a 50,3% mężczyźni. W latach 2002–2022 liczba mieszkańców zmalała o 12,5%. Średni wiek mieszkańców wynosi 40,6 lat i jest porównywalny do średniego wieku mieszkańców województwa mazowieckiego oraz nieznacznie mniejszy od średniego wieku mieszkańców całej Polski.

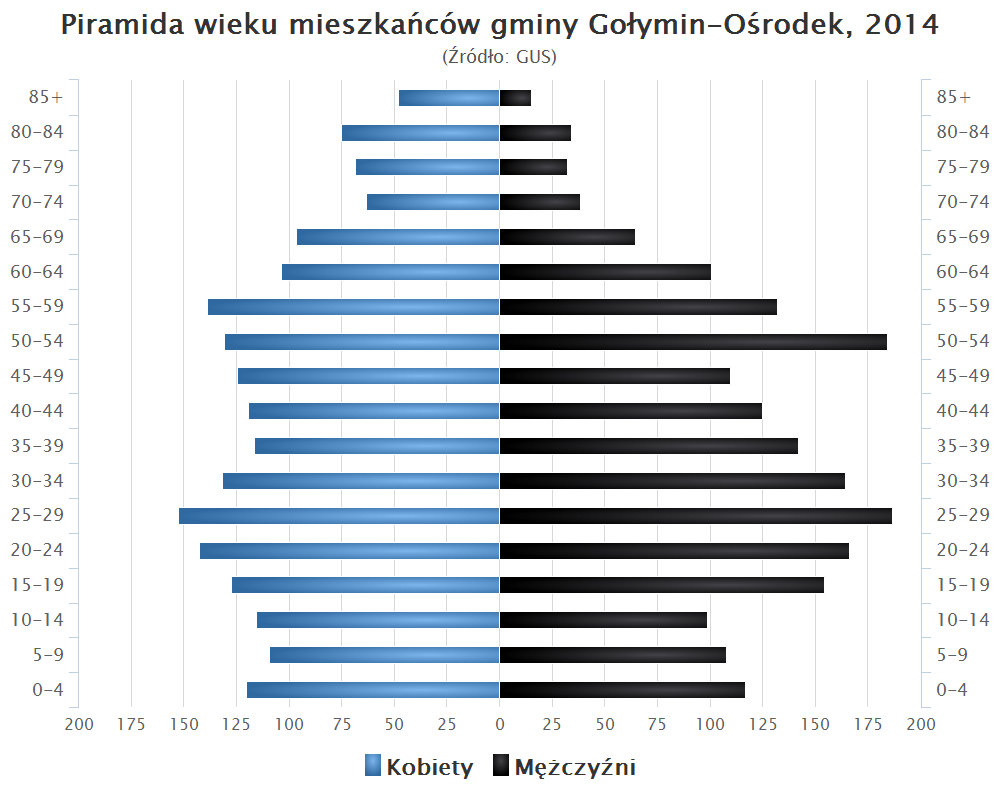
Piramida wieku mieszkańców gminy Gołymin-Ośrodek w 2014 roku

## Sołectwa
Garnowo Duże, Gogole Wielkie, Gołymin-Ośrodek, Gołymin-Południe, Gołymin-Północ, Konarzewo-Marcisze, Mierniki, Morawka, Nasierowo-Dziurawieniec, Nasierowo Górne, Nieradowo, Nowy Gołymin, Obiedzino Górne, Osiek-Aleksandrowo, Osiek Górny, Osiek-Wólka, Pajewo-Szwelice, Pajewo Wielkie, Ruszkowo, Smosarz-Dobki, Stare Garnowo, Stary Kałęczyn, Watkowo, Wielgołęka, Wola Gołymińska, Wróblewko, Wróblewo, Zawady Dworskie.
Wsie bez statusu sołectwa: Konarzewo-Sławki, Nowy Kałęczyn, Zawady Włościańskie.

## Sąsiednie gminy
Ciechanów, Gzy, Karniewo, Krasne, Opinogóra Górna, Sońsk